# Paloma Hurtado
Paloma Hurtado Carrillo (Madrid, España, 16 de mayo de 1946) es una actriz española hija de la actriz Mary Carrillo y hermana de las actrices gemelas Teresa y Fernanda Hurtado, con las que formó el trío cómico las hermanas Hurtado. También tuvo otra hermana mayor, fallecida en 1998, Alicia.

## Biografía
Continuadora de una saga de actores, sus primeros pasos en el mundo de la interpretación los da en el Teatro Español Universitario, con la obra de Ionesco Jacobo o la Sumisión.
Ya como actriz profesional, su andadura artística se forja sobre los escenarios, desde su debut en Viviendo en las nubes, de Alfonso Paso. En los siguientes años, participa en numerosos montajes teatrales, destacando El arcipreste de Hita de Fernando de Rojas, en el Teatro Español de Madrid; La Marquesa Rosalinda de Valle-Inclán; Águila de blasón de Valle-Inclán en el Teatro María Guerrero; La idea fija de Juan José Alonso Millán;  La casa de los siete balcones, de Alejandro Casona; Al amor hay que mandarlo al colegio de Jacinto Benavente, o La historia de Los Tarantos de Alfredo Mañas. Debuta, además, como vedette de Revista en el Teatro Apolo de Barcelona, con Nena, no me des tormento (1972) con la Compañía de Revistas de Matías Colsada.
También para Televisión española interviene en los espacios Novela y Estudio 1 entre finales de los sesenta y principios de los setenta y en la temporada 1973-1974 presenta junto a Luis Aguilé, el espacio Llegada internacional.
En cuanto a su trayectoria cinematográfica, interviene sobre todo en comedia, con títulos como Eva, limpia como los chorros del oro (1977), de José Truchado; Las truchas (1977), de José Luis García Sánchez; La guerra de los niños (1980), de Javier Aguirre; y con Mariano Ozores: Todos al suelo (1981), Brujas Mágicas (1981), Padre no hay más que dos (1982), La loca historia de los tres mosqueteros (1982), Juana la loca... de vez en cuando (1983) y Pelotazo Nacional (1993). Destaca igualmente En busca del huevo perdido, protagonizada en 1982 junto a sus hermanas.
En 1979, forma con sus hermanas el trío cómico Las Hermanas Hurtado. Un año después, Paloma interviene en el concurso de TVE Ding-dong, dirigido por José Antonio Plaza y presentado por Andrés Pajares y Mayra Gómez Kemp, poniendo su voz a la vaca Clotilde.
A partir de 1982 y tras dos años de actuaciones humorísiticas con sus hermanas, tanto en espectáculos en directo como en programas de TV de variedades como Aplauso, las tres alcanzan una gran popularidad gracias a su participación en el concurso Un, dos, tres..., en el que se mantienen durante doce años hasta 1994 y en el que Paloma interpreta a la tacañona Viuda de Poco, un personaje siniestro, vestido siempre de negro a la usanza del siglo XIX y preocupado por evitar que se derroche el presupuesto del concurso.
El 28 de octubre de 1993 mientras paseaba con su marido y su perro (un yorkshire-terrier) por la calle de los Madrazo -cerca de la sede de la Brigada Provincial de Documentación- a un policía que prestaba vigilancia a las puertas de ese departamento se le escurrió el arma reglamentaria. Quiso evitar que se le cayera el fusil al suelo (este no tenía puesto el seguro) y, accidentalmente, apretó el gatillo. Salió un cartucho de proyectiles múltiples, que fueron a impactar en el rostro de Paloma Hurtado y en el de su perro, al que llevaba en brazos. El animal, por el que la actriz sentía devoción, murió en el acto y con ello salvó probablemente la vida de su dueña. Paloma tuvo que pasar por una operación y la recuperación la mantuvo apartada de Un, dos, tres... varios meses. Aunque pudo volver a la pequeña pantalla, le quedaron pequeñas secuelas de movilidad en el rostro y los labios.
Con posterioridad ha participado en las series de TV Compuesta y sin novio (1994), ¿Quién da la vez? (1995) y Éste es mi barrio (1996-1997), todas ellas en Antena 3 y las dos últimas dirigidas por Vicente Escrivá.
El 20 de enero de 2001, contrae matrimonio con Patrick Wolf, un ciudadano estadounidense al que conoció en un chat de internet y hablando por teléfono desde su casa. Desde entonces se ha retirado de la interpretación y ha fijado su residencia en la ciudad de Miami.